# Hantavirose
Hantavirose se refere a zoonoses agudas causadas por algum Hantavírus do gênero Hantavírus, família Bunyaviridea.

## Tipos
Existem três tipos distintos de doença causadas por Hantavírus:
- Febre hemorrágica com síndrome renal (FHSR) - causada por espécies da Europa e Ásia
- Síndrome cardiopulmonar por hantavírus (SCPH) ou Síndrome pulmonar por hantavírus (SPH) - causa por espécies das Américas
- Febre hemorrágica viral por hantavírus (FHVH) - classificação ampla de doenças causadas por quatro famílias de vírus para reunir diversas pequenas endemias por todo o mundo.

## Epidemiologia

Entre 1993 e 2012 mais de 1000 casos e 444 mortes foram reportados no Brasil. Provavelmente a maioria dos casos no mundo não são reportadas pelas dificuldades diagnósticas.

Cerca de 200.000 casos por ano de Febre hemorrágica com síndrome renal (FHSR) são comunicados em todo o mundo, a maioria no extremo oriente, com mortalidade de 1 a 12% dependendo da cepa do vírus. Por outro lado, apenas 200 casos por ano de Síndrome cardiopulmonar por hantavírus (SCPH) são confirmados, todos nas Américas e com mortalidade de 38% com tratamento e quase sempre fatal sem tratamento. Nunca comunicaram casos em Portugal. No Brasil todos os milhares de casos de hantavirose diagnosticados foram do tipo Síndrome cardiopulmonar por hantavírus (SCPH). Provavelmente há um grande número de casos não reportados, pois é difícil confirmá-lo, é mais comum em zonas rurais e selvagens e muitos casos tem apenas sintomas inespecíficos, similares a de várias outras doenças. Em estudos de seroprevalência em indígenas sul americanos 7 a 21% tinham anti-corpos para o Andes vírus (espécie de hantavírus) chegando a 40% em uma população do norte da Argentina.
No Brasil, entre 2004 e 2014 foram registrados foram registrados cerca de 100 casos por ano, a maioria entre homens, de 20 e 39 anos, trabalhadores rurais do Centro-Sul do país. Aparentemente só causa doença em humanos. Em 2014 o número de casos caiu para 74 com 26 terminando em óbito.

## Causas
A transmissão é geralmente por contato com fezes e urina de alguns roedores selvagens contaminadas (fecal-oral), geralmente através da inalação de poeira ou pela ingestão de água e alimentos contaminados, porém mais recentemente surgiram evidências da transmissão interhumana. O período médio de incubação é de 14 a 17 dias, tendo uma variação de 9 a 42 dias.
A patogenia que levam à FHSR e a SCPH aparentemente é derivada de uma exacerbada resposta imune ao hantavírus. Quando no organismo, o vírus ataca preferencialmente os pulmões e rins. As plaquetas são infectadas havendo destruição destas, sendo observadas alterações nos exames de sangue 2 a 3 dias antes do edema pulmonar. Através desta infecção há a distribuição viral pelo organismo, inibindo a agregação plaquetária. O edema pulmonar está relacionado com a alteração na permeabilidade da parede dos vasos sanguíneos e também, à vasodilatação. 
Apenas ratos silvestres transmitem esse vírus, não sendo transmitido por roedores domésticos ou urbanos. Pode ser transmitido pelo myscus maniculatus (rato cervo); Oligoryzomys longicaudatus (rato de cauda longa); Calomys laucha (Laucha); Olygoryzomys fulvenscens (rato do arroz).

## Sintomas e sinais

### Febre hemorrágica com síndrome renal
Pode causar infecções subclínicas e apenas sintomas inespecíficos passando desapercebida. Nos casos sintomáticos a evolução clínica é dividida em: febril, hipotensiva, oligúrica, diurética e de convalescênça. Inicialmente há a presença de febre alta, calafrios, cefaleia, fotofobia, mialgias, dor abdominal, náuseas e vômito; hiperemia cutânea difusa, atingindo a face, pescoço e região superior do tórax e petéquias no palato mole e axilas. A partir desta fase, é comum a recuperação lenta, mas alguns pacientes podem evoluir com hipotensão e choque. As hemorragias podem ser visualizadas na conjuntiva ocular, na pele e mucosas, no trato digestivo e no sistema nervoso central.

### Síndrome cardiopulmonar
Depois de, em média, 15 dias da infecção começa com sintomas inespecíficos de infecção como: 
- Febre alta
- Tosse seca
- Dores musculares (especialmente costas, quadril e coxas)
- Dor de cabeça
- Náuseas
- Vômitos
- Diarreia
- Letargia

Depois de dois a dez dias a doença piora subitamente e aparecem:
- Dificuldade para respirar cada vez pior (Edema pulmonar),
- Tosse com catarro rosa (muco e sangue)
- Batimentos cardíacos acelerados (Taquicardia)
- Pressão arterial baixa (Hipotensão arterial)
- Dedos e lábios azulados (Cianose)

Resultando assim em Choque circulatório (falta de oxigênio nos tecidos distantes do pulmão), com mortalidade de cerca de 38%. Também pode resultar em complicações como hemorragias (30% dos casos) e insuficiência renal transitória (6% dos casos).

## Diagnóstico
O diagnóstico é feito através da suspeita clínica e epidemiológica. Para confirmação, são feitos exames laboratoriais, como a imunofluorescência, E.L.I.S.A., e soroneutralização, para ambos os tipos de hantavirose. A confirmação virológica é feita através do PCR e imunohistoquímica de órgãos positivos.

## Tratamento
Não há um tratamento específico para a hantavirose. Os casos mais graves devem ser tratados em unidades de terapia intensiva. O tratamento instituído deverá envolver medidas terapêuticas destinadas a outras infecções pulmonares.

## Prevenção
As medidas de controle e profilaxia são baseadas no manejo ambiental, através de práticas de higiene e medidas corretivas no meio ambiente, como: *Saneamento
- Melhorias nas condições de vida e de moradia
- Controle dos roedores

## Histórico
A doença foi observada pela primeira vez em 1950, quando aproximadamente três mil soldados das forças armadas dos Estados Unidos que lutavam na Guerra da Coreia foram contaminados, e 400 deles morreram.
O estado do Paraná registrou a maior parte dos casos ocorridos no Brasil. No Paraná, o primeiro caso de hantavirose confirmado laboratorialmente foi em agosto de 1999, no município de Cruz Machado, região de União da Vitória. Mas um trabalho retrospectivo de investigação mostrou que possivelmente aconteceram casos em 1998, mas com confirmação apenas clínica e epidemiológica. Como logo após foram registrados casos em outras regiões, a Secretaria de Saúde do Paraná, intensificou o trabalho e prevenção e orientação. Após treinamento dos técnicos, foi implantada Vigilância Epidemiológica para Hantavirose nas 22 Regionais de Saúde do Estado.
Entre os casos já estudados no Paraná, chama a atenção a predominância de ocorrência em regiões com concentração de Pinus sp, onde os trabalhadores entram para cortar a madeira e passam a viver em condições inadequadas, com facilidade de acesso de roedores silvestres que contaminam o ambiente com fezes e urina, transmitindo assim a doença.
Como é uma doença com letalidade de até 70% (diminuída sensivelmente no Estado - cerca de 33% - devido à agilização do diagnóstico e tratamento adequado), a Secretaria de Saúde vem investindo em atividades educativas voltadas à população em geral e trabalho específicos com profissionais de saúde, empresários do ramo de madeira e trabalhadores rurais. Foram elaborados manuais para diagnóstico e tratamento, além de panfletos explicativos e fitas de vídeo. Através de uma resolução conjunta do IBAMA e IAP - Instituto Ambiental do Paraná, os técnicos conseguiram que os locais de habitação temporária dos trabalhadores fossem construídos de forma a dificultar o acesso do rato que transmite a doença.